# Georgetown (Texas)
Georgetown ist die Bezirkshauptstadt und Sitz der Countyverwaltung (County Seat) des Williamson Countys im US-Bundesstaat Texas in den Vereinigten Staaten. Das U.S. Census Bureau hat bei der Volkszählung 2020 eine Einwohnerzahl von 67.176 ermittelt.

## Geographie
Die Stadt liegt zentral im County an der Interstate 35 am San Gabriel River im mittleren Südosten von Texas und hat eine Gesamtfläche von 64,6 km², davon 5,5 km² Wasserfläche.

## Geschichte
Der Ort wurde 1848 gegründet und benannt nach George Washington Glasscock, der zusammen mit seinem Partner Thomas B. Huling das Land dazu stiftete.

## Demographie
Nach der Volkszählung im Jahr 2000 lebten hier 28.339 Menschen in 10.393 Haushalten und 7.711 Familien. Die Bevölkerungsdichte betrug 479,3 Einwohner pro km2. Ethnisch betrachtet setzte sich die Bevölkerung zusammen aus 85,39 % weißer Bevölkerung, 3,39 % Afroamerikanern, 0,35 % amerikanischen Ureinwohnern, 0,67 % Asiaten, 0,05 % Bewohnern aus dem pazifischen Inselraum und 8,31 % aus anderen ethnischen Gruppen. Etwa 1,83 % waren gemischter Abstammung und 18,07 % der Bevölkerung waren spanischer oder lateinamerikanischer Abstammung.
Von den 10.393 Haushalten hatten 31,8 % Kinder unter 18 Jahre, die im Haushalt lebten. 61,6 % davon waren verheiratete, zusammenlebende Paare. 9,5 % waren allein erziehende Mütter und 25,8 % waren keine Familien. 21,5 % aller Haushalte waren Singlehaushalte und in 9,3 % lebten Menschen, die 65 Jahre oder älter waren. Die Durchschnittshaushaltsgröße betrug 2,52 und die durchschnittliche Größe einer Familie belief sich auf 2,92 Personen.
23,4 % der Bevölkerung waren unter 18 Jahre alt, 11,4 % von 18 bis 24, 26,3 % von 25 bis 44, 21,3 % von 45 bis 64, und 17,7 % die 65 Jahre oder älter waren. Das Durchschnittsalter war 37 Jahre. Auf 100 weibliche Personen aller Altersgruppen kamen 95 männliche Personen. Auf 100 Frauen im Alter von 18 Jahren und darüber kamen 91 Männer.

Das jährliche Durchschnittseinkommen eines Haushalts betrug 54.098 USD, das Durchschnittseinkommen einer Familie 63.338 USD. Männer hatten ein Durchschnittseinkommen von 40.541 USD gegenüber den Frauen mit 27.082 USD. Das Prokopfeinkommen betrug 24.287 USD. 7,2 % der Bevölkerung und 4,4 % der Familien lebten unterhalb der Armutsgrenze. Davon waren 9,3 % Kinder und Jugendliche unter 18 Jahren und 3,9 % waren 65 oder älter.

## Politik
Im Mai 2017 wurde Dale Ross (Republikaner) mit 70 % der Stimmen als Bürgermeister wiedergewählt. Georgetown ist die größte Stadt in den Vereinigten Staaten, deren Energieversorgung zu 100 % auf erneuerbaren Energien beruht. Bürgermeister Ross begründete diese Politik auch mit ökonomischen Nachhaltigkeitsüberlegungen. Er sei zwar in derselben politischen Partei wie Präsident Donald Trump, habe aber 100 % entgegengesetzte Ansichten zu diesem in den Fragen Klima- und Außenpolitik.

## Bildung
Die Stadt ist Zentrum des Georgetown Independent School Districts, einem Zusammenschluss von Privatschulen für mehr als 10.000 Schüler, bestehend aus der Georgetown High School und der East View Highschool sowie fünf Mittel- und neun Grundschulen.
Die 1873 von Protagonisten der  Methodistischen Kirche gegründete Southwestern University ist die älteste Universität in Texas. Das dortige Liberal Arts College bietet 40 vierjährige Undergraduate-Studiengänge an, die mit dem Erwerb des Bachelors abgeschlossen werden. Die Universität ist anerkannt durch die Southern Association of Colleges and Schools und durch die National Association of Schools of Music.

## Söhne und Töchter der Stadt
- Euel Box, Komponist und Songwriter
- Foy Draper, Leichtathlet